# Sörängsdammen
Sörängsdammen är en sjö i Gagnefs kommun i Dalarna och ingår i Dalälvens huvudavrinningsområde.